# Stigbord
Et stigbord i en vandmølle er en lem eller plade af træ eller jern, som kan forskydes op og ned og dermed helt eller delvist aflukke for gennemstrømningsåbningen i en sluse, kanal eller grøft, som leder vandet fra mølledammen ned til møllehjulet. For enden er der et bevægeligt træskot, som kan aktiveres fra møllehuset, når vandmøllen har behov for at tage vand ind, på Tadre Mølle fx Nødvendig for at drive en overfaldsmølle, hvor vandet falder ovenfra og ned på møllehjulet, der går modsat strømmen, i modsætning til underfalds- eller strømmøller, hvor hjulet løber med strømmen.

## See også
- Skånske Lov og Skånske Kirkelov